# Caraga
Caraga é um região de Filipinas nas Filipinas. De acordo com o censo de 1 de maio  de  2020 possui uma população de 2 804 788 pessoas e 565 495 domicílios.